# KASSEN
株式会社KASSEN（カッセン、英: KASSEN inc.）は、日本のVFXを主軸にした映像プロダクション。日本ポストプロダクション協会会員。

## 概要
2020年、Khakiから独立した太田貴寛と、アニメーションカフェ退社後WACHAJACKを共同で設立した佐藤大洋が発起人となって設立。
社名の由来は関ヶ原の合戦などの「合戦」から、たくさんの人々が共通の目的を持って戦う様をイメージして名付けられた。
2021年1月より、東京赤羽橋スタジオと、渋谷松濤のプロデューサールームの二拠点で活動開始。渋谷松濤のオフィスはWACHAJACKと共同。
2022年、赤羽橋スタジオにグレーディングルーム、コンポジットルーム完成。
CGチーム、Autodesk FlameをメインとしたFlameチーム、Adobe Premier ProベースのEDITチーム、Davinch Resolveベースのグレーディング、Foundury NUKEのコンポジット、マネジメントアーティストとして撮影部も所属。
2023年1月から原宿へ移転し、本社ビル「KASSEN BASE」の稼働を開始。2月よりDirection Divisionを発足。4月よりAnimation Divisionを発足し、２Dアニメーションブランド騎虎と合流。

## 代表的な参加作品

### 映画
- 劇場版 優しいスピッツ a secret session in Obihiro/松居大悟監督 - EDIT（2023年）
- 海の夜明けから真昼まで/林隆行監督 - VFX（2022年）
- ちょっと思い出しただけ/松居大悟監督 - EDIT（2022年）
- ブルーピリオド（2024年）

### ドラマ
- ワンダーハッチ -空飛ぶ竜の島-/萩原健太郎監督 - VFX（2023年）
- そだてれび「キューピッドがいるラブホテル」/増田晶子監督 - VFX（2023年）
- 藤子・F・不二雄SF短編ドラマ「おれ、夕子」/NHK - EDIT（2023年）

### ミュージックビデオ
- BUMP OF CHICKEN「なないろ」「Small world」
- 米津玄師「M87」
- 水曜日のカンパネラ「エジソン」
- 東京事変「MUSIC」
- millennium parade「FAMILIA」「Trepanation」
- 宮本浩次「sha・la・la・la」
- THE RAMPAGE「16BOOSTERZ」
- Mrs. GREEN APPLE「ケセラセラ」
- yama「カーテンコール」
- Awesome City Club「Talkin’ Talkin’」
- 乃木坂46「さ～ゆ～Ready？」
- femme fatale「ピューピル」
- MOONCHILD「“MOONCHILD” Debut Teaser Chapter 1」「Don’t Blow It! -Japanese ver.-」
- ユトレヒト「泣き虫シュレディンガー」
- ドレスコーズ「最低なともだち」

### 広告
- FINAL FANTASY XVI「その正義は、何を救うのか」篇 - SQEX - VFX（2023年）
- A new challenge is here: SHADOW RAIDS - Pokémon GO - 監督/VFX（2023年）
- 『ティロリミックス』Ado「踊」× asmi「PAKU」 - VFX（2023年）
- Hondaハートシリーズ - Honda - VFX（2022-2023年）
- GEKIAWA THE STRONG - サントリー - 監督/VFX（2022年）
- KIRIN/サントリー/資生堂/花王/ライオン/リクルート/Honda/AGC/日本コカ・コーラ/mandam/ANA/日通/森永乳業/Panasonic/DanoneJapan/ファミリーマート/アサヒグループ/SQEX/Niantic/MITSUBISHI MOTORS/ミクシィ/大京/Capcom/永田宝石店/テンセントゲームズ/TSI/Proxima Beta/シオノギ製薬/ロート製薬/マイタウン/Pixie Dust Technologies, Inc./みんなのマーケット/UZABASE

### ライブ
- 藤井風「“LOVE ALL SERVE ALL STADIUM LIVE” at Panasonic Stadium Suita (damn/燃えよ/きらり)」

### その他
- 攻殻機動隊 SAC_2045 シーズン2 オープニングシーケンス[6] - VFX（2022年）

## メディア
- 若手CGクリエイターが「100年後のトヨタ車」のCM制作に挑戦！　たいらかける氏、亀山陽平氏、KASSEN所属クリエイターらが参加[7]
- 独特なコマ撮りルックで魅せるポップでハッピーな歌って踊れるMV『ティロリミックス』Ado「踊」× asmi「PAKU」[8]
- LEDウォールをはじめ、VFX技術の活用によって超短納期を実現。BUMP OF CHICKEN「なないろ」MV[9]
- 若手が中心となり"鬼"を創り出したハイクオリティなVFX、映画『約束のネバーランド』[10]

## 受賞歴
- 2021 61st ACC TOKYO CREATIVITY AWARDS クラフト賞 エディター/太田貴寛　日清食品カップヌードル「8つの味」篇[11]

## 関連人物
- 太田貴寛